# 红颈瓣蹼鹬

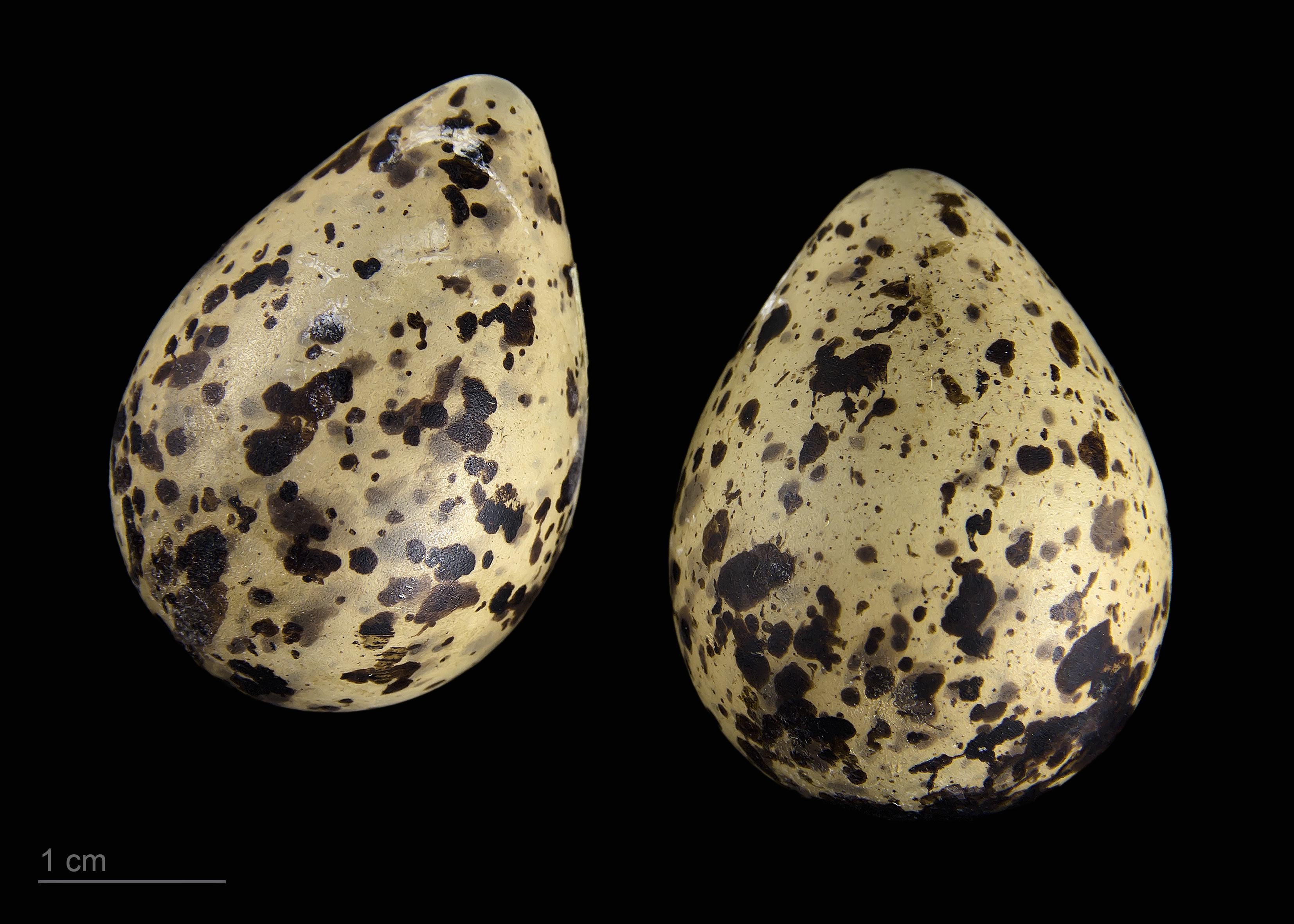
卵 Phalaropus lobatus

，为鹬科瓣蹼鷸屬的鸟类，也是體型最小的瓣足鷸。這種瓣足鷸分布於太平洋、北極海與阿拉伯海沿岸，以及西非沿海地區。繁殖於北美和歐亞大陸的北極地區。牠是遷徙性鳥類，並且作為涉禽中少見的情況，牠們在熱帶海洋上越冬。

## 分類
1743年，英國博物學家喬治·愛德華茲在他第一卷《罕見鳥類的自然史》中包括了一幅紅領瓣足鷸的插圖和描述A Natural History of Uncommon Birds。他使用了英語名稱「鷿鵜腳鷸」（The coot-footed tringa）。愛德華茲根據在馬里蘭海岸收集到的一個標本繪製了這幅手工上色的蝕刻畫。 1758年，瑞典博物學家卡爾·林奈在他更新的《自然系統》第十版中，將紅領瓣足鷸歸類於鷸屬（Tringa）。林奈寫了簡短的描述，並創造了二名法名稱Tringa lobata，同時引用了愛德華茲的作品。 紅領瓣足鷸現在被歸入法國動物學家馬蒂蘭·雅克·布里松在1760年引入的瓣蹼鷸屬（Phalaropus）。 英文名稱和屬名來自法語的phalarope，其科學名稱Phalaropus源於古希臘語phalaris，意為「鷿鵜」，以及pous，意為「腳」。鷿鵜和瓣蹼鷸都擁有帶有蹼狀的腳趾。具體名稱lobatus為新拉丁語中「帶有葉狀結構」的意思。 該物種為單型種，不分亞種。

## 描述
紅領瓣足鷸全長約18 cm（7.1英寸），具有帶蹼的腳趾和筆直細長的喙。繁殖期的雌鳥主要為深灰色，頸部和上胸呈栗色，面部黑色，喉部白色。牠們的翅膀上有一條白色條紋，這有助於區分牠們與相似的威爾遜瓣蹼鷸。繁殖期的雄鳥則是雌鳥的暗淡版本。牠們有帶蹼的腳趾，有助於游泳。幼鳥上部為灰色和棕色，下部為黃褐色，眼睛周圍有黑色斑塊。冬季時，羽毛主要為灰色和白色，但黑色的眼斑始終存在。牠們的叫聲被形容為whit或twit。
| 總體長度 | 170—200 mm（6.5—8英寸）       |
| 重量     | 35 g（1.2 oz）                |
| 翼展     | 380 mm（15英寸）              |
| 翅膀     | 101—106.5 mm（4.0—4.2英寸）   |
| 尾羽     | 45—51 mm（1.8—2.0英寸）       |
| 嘴峰     | 20.2—23.5 mm（0.80—0.93英寸） |
| 跗蹠骨   | 19.8—21.6 mm（0.78—0.85英寸） |

## 行為與生態

### 繁殖

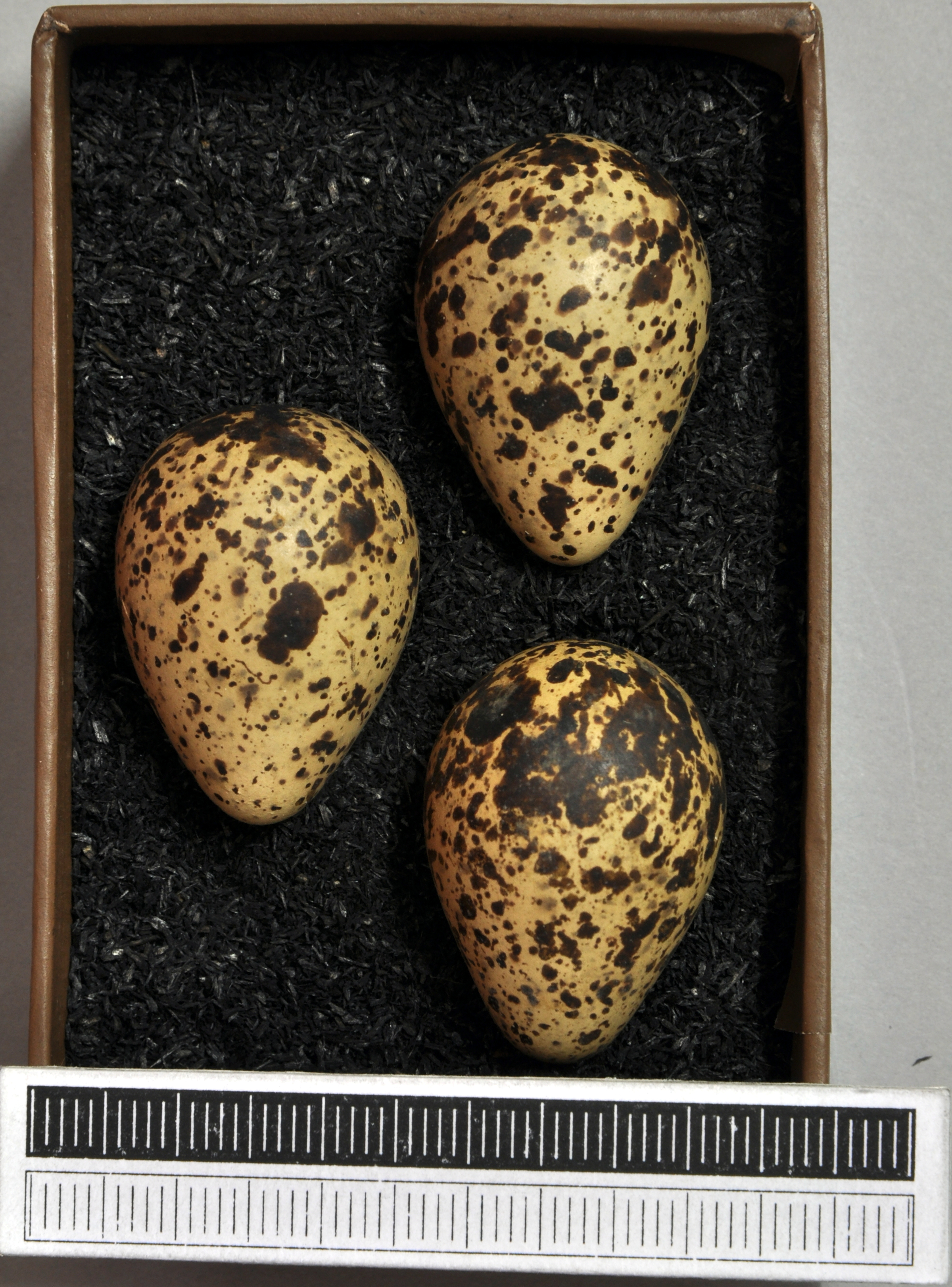
蛋, 收藏於威斯巴登博物館

在三種瓣蹼鷸中，雌性比雄性體型較大且顏色更鮮豔。雌性會追逐並爭奪雄性，並在產卵完成且雄性開始孵蛋前，保護牠的伴侶不受其他雌性干擾。雄性負責所有的孵蛋與照顧雛鳥的工作，而雌性則可能尋找另一伴侶。如果雄性的蛋被掠食動物偷走，牠可能會與原來的伴侶或新雌鳥重新配對，再次嘗試繁殖。一旦繁殖季過晚以至於無法開始新的一窩，雌鳥就會開始向南遷徙，留下雄鳥孵蛋並照顧幼鳥。  

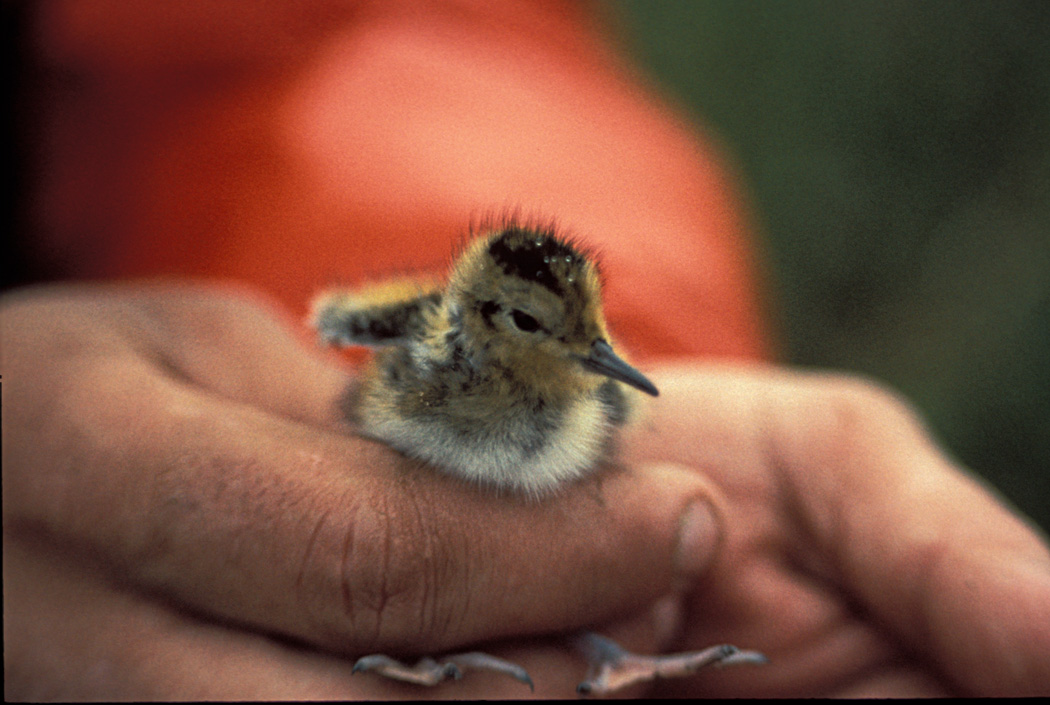
雛鳥

鳥巢是一個位於小土堆頂部的草襯凹處。巢卵數通常為四枚橄欖色斑點蛋，但有時會更少。孵化期大約為20天。 雛鳥主要靠自己覓食，並能在孵化後20天內飛行。

### 覓食
覓食時，紅領瓣足鷸通常會在水面上迅速繞圈游動，形成一個小漩渦。這種行為被認為有助於將食物從淺水底部攪起。鳥兒會將喙伸入漩渦中心，從中取食被捲入的小昆蟲或甲殼動物。在開闊海洋上，牠們經常出現在海流交匯處產生湧升流的地方。遷徙期間，一些群體會在芬迪灣口的開闊水域停留，利用潮汐活動攪起的食物。

### 遷徙
幾乎整個非繁殖季節都在開闊水域度過。由於這個物種很少與人類接觸，牠們異常馴服。

### 狀態
紅領瓣足鷸是《非歐亞遷移性水鳥協定》（AEWA）適用的物種之一。  

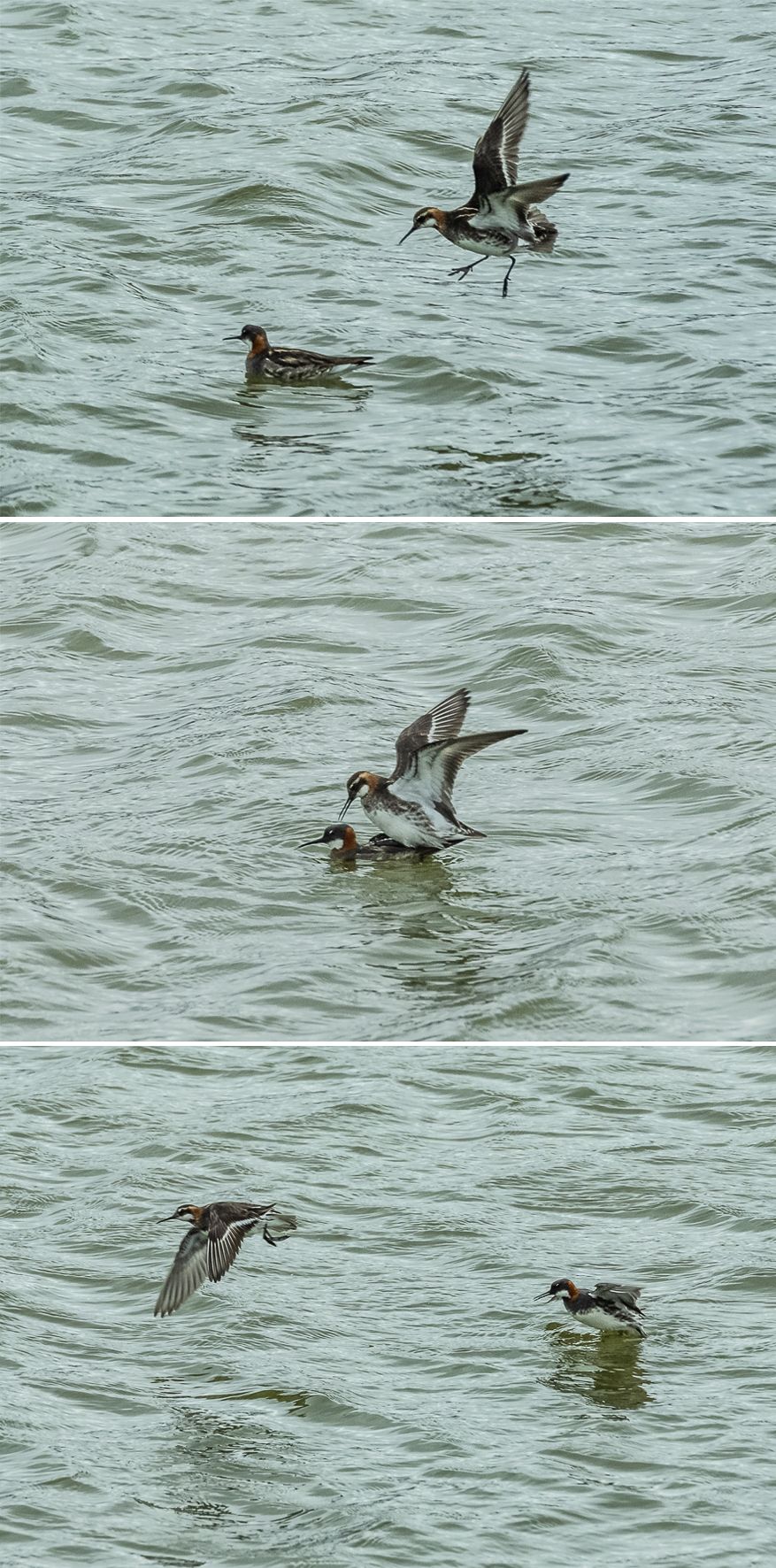
交配

## 在英國和愛爾蘭
紅領瓣足鷸是愛爾蘭和英國的一種稀有且局部的繁殖鳥類，牠們的世界分佈範圍達到最邊緣。最可靠的觀察地點是設德蘭群島，特別是在費特勒島上的Funzie湖，此外在蘇格蘭的外赫布里底群島（如Muilne湖，那裡設有一個「瓣蹼鷸觀測點」）以及有時在羅斯郡或薩瑟蘭郡的蘇格蘭本土，可能也有少數繁殖。自1900年起，牠們也在愛爾蘭西部繁殖，人口峰值約為50對。自1970年代以來，愛爾蘭的繁殖記錄非常稀少，但2015年在梅奧郡有報告涉及一隻雄鳥和三隻雌鳥。
對一隻來自費特勒島的標記鳥類的追蹤，意外發現牠與北美族群一起在熱帶太平洋越冬；牠進行了長達16,000 mi（26,000 km）的往返飛行，經過冰島和格陵蘭，然後沿著美國東海岸南下，穿過加勒比和墨西哥，最終抵達厄瓜多爾和秘魯海岸。因此，人們懷疑設德蘭的族群可能是北美族群的分支，而非與地理上更接近的斯堪的納維亞族群有關，後者被認為在阿拉伯海越冬。

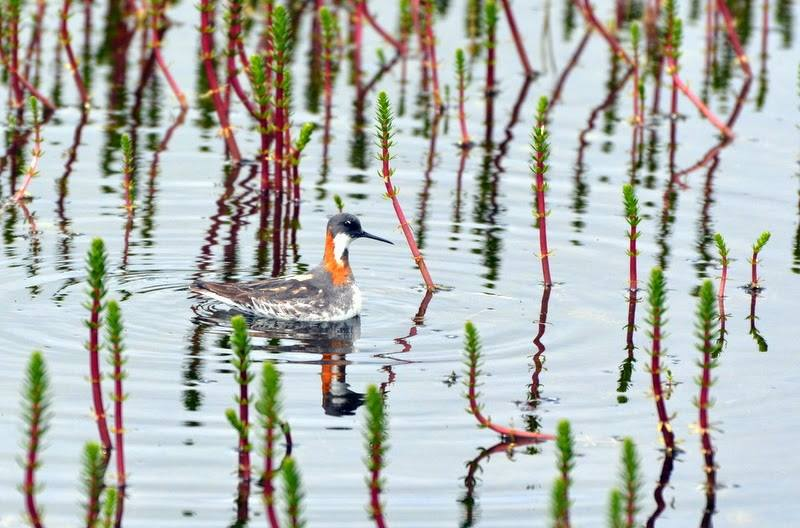
普里比洛夫群島, 阿拉斯加